# 生島新五郎
生島新五郎（1671年—1743年1月30日，即生於寬文11年，卒於寬保3年1月5日），江戶時代中期的歌舞伎藝人，繪島生島事件的中心人物。
他出生於大坂，1684年以野田藏之丞的名字開始在「山村座」舞台演出。1691年改名生島新五郎，是當時有名的歌舞伎藝人。1714年2月26日（正德4年1月12日），大奧的御年寄繪島在增上寺參拜後，歸程中觀賞生島新五郎的表演，而表演後生島新五郎宴請繪島。此事後來變成「繪島生島事件」，二人的會面亦被指是幽會私通。結果生島新五郎被流放三宅島，「山村座」舞台也受牽連被廢止。
1742年2月獲德川幕府將軍德川吉宗赦免返回江戶。然而他在翌年於小網町去世，享年73歲，法名道榮信士。其墓所位於三宅島。